# Myxobakterier
Myxobakterier är en grupp bakterier som uppvisar likheter med såväl bakterier som slemsvampar och vissa mögelsvampar.
Myxobakterier bildar slemmiga massor, påminnande om bakteriezoogleor och plasmodier, och utvecklar under bestämda förhållanden, i motsats till andra bakterier karaktäristiska, regelbundet formad fruktkroppar, vilka är omgivna av ett fastare hölje och påminner om slemsvamparnas. De förökar sig dels genom delning, dels genom sporbildning.